# Забастовка в Нова-Хуте (1981)
Забастовка в Новой-Хуте (пол. Strajk w Nowej Hucie (1981)) — забастовка польских рабочих металлургического комбината имени Ленина (HiL) в краковской Новой-Хуте 13—16 декабря 1981 года. Являлась акцией протеста против военного положения, преследований профсоюза Солидарность, интернирования активистов. Подавлена силами армии и ЗОМО по приказу WRON. В современной Польше действия бастующих рабочих признаны достойными и законными.

## «Солидарность» Кракова и Нова-Хуты

### Предыстория
Нова-Хута начинала строиться в 1949 году как «образцовый социалистический город»: под размещение базового сталелитейного предприятия — Металлургического комбината Хута имени Ленина (Kombinat Metalurgiczny Huta im. Lenina, HiL). Руководили строительством специалисты высокого класса, многие с довоенным стажем; первыми рабочими были выходцы из окрестных деревень, горожане первого поколения. Выплавка началась в 1950 году, официальный пуск состоялся в 1954 году, к началу 1980-х HiL принадлежал к крупнейшим металлургическим предприятиям ПНР — около 40 тысяч работников ежегодно производили до 6,5 млн тонн стали. 1 января 1951 года Нова-Хута была включена в состав Кракова в статусе дзельницы.
Решение принималось на уровне руководства правящей компартии ПОРП. Коммунисты решили увеличить рабочую прослойку в населении Кракова — для своей опоры в противостоянии с влиятельной католической архиепархией и оппозиционной интеллигенцией. Результат оказался противоположным: в Нова-Хуте, особенно среди рабочих HiL, преобладали антикоммунистические настроения. В 1960 года здесь произошли крупные столкновения горожан, защищавших строительство костёла, с милицией, ЗОМО и КВБ. Периодически делались попытки сноса памятника Ленину, открытого в 1973 года. Но в Кракове в целом преобладала политическая культура диалога и компромисса.

### Профцентр
Массовые забастовки 1980 года привели к созданию независимого профсоюза Солидарность. Центром движения в Кракове и всей Малопольше стал комбинат HiL в Нова-Хуте. 6 сентября здесь был создан Рабочий комитет металлургов (KRH), 15 сентября — Временный межзаводской учредительный комитет (TMKZ). Эти структуры заложили организационную основу Краковского профцентра «Солидарности». Первым председателем стал оператор прокатного стана HiL Станислав Завада, его заместителями — конвертерщик Мечислав Гиль, редактор заводской газеты, и инженер строительного предприятия Biprostal Анджей Циран.
Профцентр участвовал в мартовской всепольской забастовке 1981, организовывал демонстрации протеста после покушения на Папу Римского Иоанна Павла II. В целом же ситуация развивалась в духе «краковской традиции» — независимый профсоюз взаимодействовал с городской администрацией и воеводским комитетом ПОРП в организации жизнеобеспечения. Со своей стороны, краковский партийный секретарь Кристин Домброва считался представителем «либерального» крыла и старался поддерживать диалог ради стабильности. Своеобразными посредниками выступали представители духовенства и клуб статусной интеллигенции Кузница.
К концу 1981 положение в Польше резко ужесточилось. Партийно-государственное руководство, армейское командование, сталинистская «фракция бетона» вели дело к установлению военного режима. Этот процесс не обошёл Краков и Нова-Хуту. Вице-премьер Збигнев Шалайда, курировавший в правительстве металлургию, на встрече с рабочими HiL дал понять, что вопросы материально-бытового обеспечения вскоре перестанут быть актуальными. Стало известно об увеличении количества койко-мест в медицинских учреждениях. 1 декабря были схвачены и избиты патрулём ЗОМО несколько активистов Краковской «Солидарности». Профцентр потребовал расследования и предоставления телеэфира для заявления. Но при всём том активисты не могли поверить в приближение военного насилия.

## Забастовка Хуты

### Военное положение
13 декабря 1981 года в Польше было введено военное положение. Власть перешла к Военному совету национального спасения (WRON) и неформальной «Директории» во главе с первым секретарём ЦК ПОРП генералом Ярузельским. Забастовки и иные акции протеста были запрещены. Опергруппы Службы безопасности (СБ) и ЗОМО приступили к задержаниям и интернированиям тысяч активистов «Солидарности». В Кракове в ночь на 13 декабря были интернированы 158 человек.
Структура власти военного положения предусматривала институт военных комиссаров с чрезвычайными властными полномочиями. Комиссары WRON оттеснили на задний план даже партийные органы. Воеводским и городским комиссаром в Кракове был назначен генерал бригады Леон Сулима, заводским комиссаром HiL — полковник Ежи Мазуркевич. Среди ключевых фигур выдвинулись воеводский комендант милиции полковник Адам Тшибиньский и его заместитель по СБ полковник Веслав Дзяловский. (В то же время партийная власть компромиссного первого секретаря Домбровы стала весьма условной.) На улицы Кракова и Нова-Хуты были выдвинуты усиленные наряды милиции и ЗОМО и армейские подразделения с бронетехникой. Уже в первые часы было зафиксировано движение сводной военно-милицейской группировки в направлении HiL.

### Протест металлургов
Краковско-малопольский центр сопротивления вновь сформировался на металлургическом комбинате имени Ленина. Забастовочный комитет возглавил Мечислав Гиль, бежавший от опергруппы с балкона своей квартиры. Его заместителями стали рабочие Станислав Хандзлик и Ян Цесельский. (Станислав Завада оставался на территории предприятия, но дистанцировался от происходящего.) Все дни забастовки провела на комбинате Халина Бортновская — философ, теолог, волонтёр католической благотворительности.
Попытка связаться по телефону с Гданьском, где шло заседание Всепольской комиссии «Солидарности», не дало результатов (обрыв телефонной связи являлся одной из первых мер военного положения). Однако телефонный диспетчер предупредил Хандзлика, что к помещению заводского профкома, где он находился, движется наряд милиции. Хандзлик успел сообщить диспетчеру об объявлении забастовки и отступил в охраняемые рабочими помещения комбината.
Забастовка носила добровольный характер, к участию в протесте никого не принуждали, и большинство работников HiL предпочли покинуть предприятие. В этом сыграл роль и тот фактор, что на 15-е число приходилась выплата зарплаты — перед католическим Рождеством.
Забастовка на HiL началась с половины третьего ночи 13 декабря. Единовременно в ней участвовали около 7 тысяч человек, в общей сложности — около 15 тысяч. Первая попытка ЗОМО задержать активистов и прорваться на комбинат не удалась — все проходы были закрыты и забаррикадированы, главные ворота перекрыты списанными автобусами. В час дня представители забастовочного комитета обсудили ситуацию с администрацией HiL. Администрация обусловила выплату зарплат подчинением полковнику Мазуркевичу. Станислав Хандзлик назвал это возможным при выполнении трёх условий — освобождение интернированных, восстановление связи, переговоры властей со всепольским руководством «Солидарности». Достичь соглашения не удалось.
В половину четвёртого Мечислав Гиль подписал первое постановление комитета. Полномочия профцентра «Солидарности» передавались KRH. От имени KRH действовал забастовочный комитет Хуты, преобразованный в общемалопольский. Через три часа Гиль издал воззвание:

На объявление военного положения Хута отвечает забастовкой. Это ответ на арест наших активистов. Эта забастовка — наш профсоюзный и человеческий долг, закреплённый в нашем Уставе.

Не мы ввели военное положение. Все мы знаем, что ситуация в стране и городе не требовала такой меры. Нет и не было ни анархии, ни террора. Общество последовательно демонстрировало образцовое самообладание. Теперь, когда приостановлена деятельность Профсоюза «Солидарность», пытавшегося спасти страну, у нас остаётся только забастовка как последняя мера протеста.

Условие соглашения — признание законной деятельности Независимого самоуправляемого профсоюза «Солидарность» и безопасность его активистов. Не будет сотрудничества, не будет возможности договориться, пока мы не будем вместе со всеми нашими активистами, включая всю Национальную комиссию. Освобождение всех интернированных и прекращение арестов — наше главное непреложное требование.

Мы призываем к СОЛИДАРНОСТИ и взаимопомощи, к миру и достоинству перед репрессиями. Мы никогда не впадём в пассивность и лицемерие, никто не подпишет позорного прошения о помиловании. Что бы ни случилось, будем верны совести и убеждениям.

13 декабря 1981 года, от забастовочного комитета HiL — Мечислав Гиль

Следующий день, 14 декабря, прошёл в фактической осаде. Забастовочный комитет сумел связаться с юристами Ягеллонского университета. Они подготовили заключение о незаконности военного положения и неконституционного WRON. На этом основании было издано следующее постановление за подписью Гиля: «Забастовочный комитет не находит оснований для введения военного положения». Таким образом, забастовщики отказывались от переговоров с любыми органами и агентами военного положения. Вечером Гиль согласился встретиться с представителями предусмотренных законодательством инстанций — делегацией воеводского Комитета национальной обороны (KOK) и директором HiL Эугениушем Пустувкой. Военные требовали подчинения Мазуркевичу, директор держался той же позиции.
15 декабря забастовочный комитет опубликовал «Обращение к Объединённым Нациям», в котором подчеркнул неконституционность действий властей ПНР и призвал помочь полякам в восстановлении законности. В тот же день Станислав Хандзлик и студент Краковского политехнического университета Станислав Тычиньский запустили в эфир Radio Wolna Polska. Передавались заявления забастовщиков, патриотические песни, католические церковные мелодии. Вечером снова состоялась встреча членов забастовочного комитета с представителями KOK. Но зарплата выплачена не была, и это сильно подорвало настроение рабочих.
Власти требовали немедленного прекращения забастовки, напоминая о чрезвычайных обстоятельствах и соответствующих порядках военного положения. Над бастующими нависала реальная угроза расправы. К вечеру 15-го в атмосфере сгустилась предельная напряжённость. По последующим отзывам, многие готовы были к самому трагическому повороту событий. Несколько раз объявлялась тревога, оказавшаяся ложной. Рабочие с благодарностью вспоминали ободряющие и одухотворяющие речи Халины Бортновской.

### Подавление забастовки
Военно-милицейская атака на HiL началась в два часа ночи 16 декабря. Танки снесли баррикады, начался прорыв ЗОМО. Гиль и Хандзлик пытались организовать оборону — но только методами ненасильственного сопротивления. Рабочие занимали строй в цехах и дворах, закрывали собой женщин и пожилых. Они пытались препятствовать захвату комбината, но физически не отбивались. С другой стороны, зомовцы тоже воздерживались от насилия. Избиений и издевательств, частых в подобных ситуациях, на HiL не было. Стороны ограничивались переругиванием вроде: «Эй вы, потише там!» — но старались друг друга не провоцировать. Насилия против себя опасались обе стороны.
Это позволило избежать кровопролития, подобного расстрелу на силезской шахте «Вуек», происшедшему в тот же день. Но такой характер сопротивления делал неизбежным подавление. Были задержаны 276 человек, многие из них интернированы, уволены около двух тысяч участников забастовки. Работа HiL возобновилась под управлением полковника Мазуркевича.

## Последствия и развитие
Несмотря на подавление, декабрьская забастовка в Нова-Хуте задала своего рода камертон сопротивления. Некоторые активисты, в том числе Мечислав Гиль, Станислав Хандзлик, Ян Цесельский, сумели уйти по подземным коммуникациям комбината. Хандзлику пришлось буквально выплывать в потоке накипи и смазочных материалов; другие прятались на высотных сооружениях или в стекловате. Скрываясь в подполье, они пытались организовать протестное движение в Кракове. Однако СБ вела интенсивный розыск. Гиль был арестован в январе, Хандзлик в июне 1982 года. Цесельский сумел избежать ареста, организовывал эфиры «Radio Wolna Polska», но в 1983 году отошёл от подпольной работы.
Уже 17 декабря в центре Кракова прошла демонстрация под лозунгами «Смерть вороне!» («ворона» — враждебно-пренебрежительное именование WRON), «Ярузельский — предатель!» Акция была разогнана водомётами. 13 января 1982 года активисты подпольной KPN организовали в Мариацком костёле Кракова мессу во имя Польши. С этого времени протестные демонстрации в Кракове и особенно в Нова-Хуте стали проводиться ежемесячно по 13-м (день введения военного положения), иногда и по 16-м (день расстрела шахтёров «Вуека») числам.
Несколько тысяч краковчан участвовали в протестах 3 мая 1982. Через десять дней, 13 мая предприятия Кракова наиболее активно откликнулись на призыв подполья к пятнадцатиминутной забастовке: остановили работу десятки заводов и учреждений, включая большинство цехов HiL, вечером после мессы в Мариацком костёле около 12 тысяч человек собрались у памятника Адаму Мицкевичу. Демонстрантов атаковали ЗОМО с водомётами и бронемашинами, десятки людей были избиты (один из них, 67-летний Влодзимеж Лисовский, вскоре скончался), 158 арестованы, 43 интернированы. Крупные столкновения демонстрантов с ЗОМО произошли 13 и 16 июня 1982 года, был забросан камнями милицейский комиссариат в Беньчице. В день всепольского протеста «Солидарности» 31 августа 1982 в столкновении с ЗОМО был убит рабочий HiL Мечислав Йонец.
8 октября 1982 года сейм ПНР принял закон о профсоюзах, запрещавший «Солидарность». Это предопределило особенню ярость протеста в Нова-Хуте 13 октября. На площади у костёла Ковчег Господень агент СБ застрелил рабочего HiL Богдана Влосика. После этого уличные схватки продолжались несколько дней. Переброска усиленных нарядов милиции из соседних регионов не дала результатов, восстановить контроль удалось только вводом в Нова-Хуту регулярных армейских частей. В служебной документации СБ отмечалось, что дежурства в Нова-Хуте, особенно в районе металлургического комбината, порождают «психоз опасности».
За период военного положения — с 13 декабря 1981 по 22 июля 1983 — в Нова-Хуте прошли 19 маршей протеста. Были интернированы 353 активиста Малопольской «Солидарности», 286 арестованы. Погибли три человека: электрик Богдан Влосик, учащийся горного техникума Анджей Шевчук (насмерть избит зомовцами, умер 8 июня 1982 года), переплётчик Рышард Смагур (выстрел петарды при разгоне демонстрации 1 мая 1983 года).

## Забастовка 1988
В 1988 году Краков, Нова-Хута и комбинат HiL вновь стали очагами массового забастовочного движения. Среди лидеров забастовки HiL снова были Гиль, Хандзлик и Цесельский. Однако председателем забастовочного комитета на этот раз стал вальцовщик Анджей Шевчувянец — человек неясной биографии.
Врач по специальности, в 1970 году Шевчувянец активно участвовал в щецинских протестах, в том числе поджоге здания воеводского комитета ПОРП. В 1975 году привлекался за несанкционированную демонстрацию в Кракове. В 1979 году подозревался в подрыве памятника Ленину в Нова-Хуте. Доказать это обвинение не удалось, но Шевчувянец был осуждён на шесть лет по уголовной статье — за кражу пишущей машинки. В мае 1981 был вожаком тюремного бунта под политическими лозунгами. После освобождения приехал в Нова-Хуту, поступил работать на HiL. (В 1990-х он участвовал в создании радикального профсоюза Солидарность 80, вновь был осуждён за кражу со взломом, бежал из тюрьмы и эмигрировал; в Польше действует ордер на арест.)
Забастовочный комитет предъявил директору Пустувке список требований, в основном социально-экономического характера, но с политическими вкраплениями — например, восстановление на работе уволенных активистов «Солидарности». Посредничество взяли на себя архиепископ Краковский Франтишек Махарский и экспертная комиссия, в которую вошли Халина Бортновская, юристы Анджей Стельмаховский (будущий маршал сената Польши) и Ян Ольшевский (будущий премьер-министр Польши). Были достигнуты некоторые предварительные договорённости. Однако в ночь на 5 мая на HiL прорвались ЗОМО. Были задержаны 79 человек, избит Мечислав Гиль. Анджею Шевчувянцу удалось скрыться.
Твёрдая позиция рабочих, готовых продолжать забастовку, и всепольское движение солидарности вынудили власти через несколько дней освободить задержанных. Работа на комбинате возобновилась, но забастовочный комитет под руководством Гиля преобразовался в оргкомитет профсоюза «Солидарность». В 20-х числах августа комитет вновь объявил забастовочную готовность, но в сентябре восстановление «Солидарности» сделалось всепольским явлением. Применение карательных мер, как в 1981 (или даже ещё в мае) стало невозможным.